# Estaràs
Estaràs è un comune spagnolo di 182 abitanti situato nella comunità autonoma della Catalogna.